# Dallas (Dakota del Sur)
Dallas es un pueblo ubicado en el condado de Gregory en el estado estadounidense de Dakota del Sur. En el Censo de 2010 tenía una población de 120 habitantes y una densidad poblacional de 91,75 personas por km².

## Geografía
Dallas se encuentra ubicado en las coordenadas 43°14′16″N 99°31′3″O / 43.23778, -99.51750. Según la Oficina del Censo de los Estados Unidos, Dallas tiene una superficie total de 1.31 km², de la cual 1.31 km² corresponden a tierra firme y (0%) 0 km² es agua.

## Demografía
Según el censo de 2010, había 120 personas residiendo en Dallas. La densidad de población era de 91,75 hab./km². De los 120 habitantes, Dallas estaba compuesto por el 85% blancos, el 0% eran afroamericanos, el 7.5% eran amerindios, el 0.83% eran asiáticos, el 0% eran isleños del Pacífico, el 1.67% eran de otras razas y el 5% pertenecían a dos o más razas. Del total de la población el 5% eran hispanos o latinos de cualquier raza.